# مايكول نيجرو
مايكول نيجرو (بالإيطالية: Maikol Negro)‏ (28 فبراير 1988 بليتشي في إيطاليا - ) هو لاعب كرة قدم إيطالي في مركز الهجوم. لعب مع نادي بينيفينتو ونادي ساليرنيتانا وASD Celano Calcio ‏ وItaly national football C team ‏ ونادي كاسيرتانا ولاتينا كالتشيو وإيه جي نوسرينا 1910 ‏ وAS Pescina Valle del Giovenco ‏.

## وصلات خارجية
- مايكول نيجرو على موقع قاعدة بيانات كرة القدم.إي يو (الإنجليزية)
- مايكول نيجرو على موقع Soccerway.com (الإنجليزية)